# Frontier Championship Wrestling
A Frontier Championship Wrestling (FCW) é uma federação italiana de wrestling profissional, criada em Junho de 2004 por Giacomo Marco Giglio, conhecido como " The Greatest". Em 19 de Setembro de 2004, a FCW começa com o primeiro show: "Ready to Challenge". Os lutadores Kyo Kazama (wrestler do Total Combat Wrestling), Exxess e Dr.Love tomaram parte aos primeiros dois títulos da história desta federação. Na sua rápida ascensão, a FCW elogia diferentes contactos e iniciou terminar relatórios com federações inglesas e européias (TBW, FWA e cetera) para treinos comuns.

## Elenco
- The Greatest FCW CHAMPION
- Phantom
- Brutus
- Bugre
- Tony Lo Chef
- Bulldozer The Big Madman

## Shows
- Ready To Challenge (Segrate - 19/09/2004)
- Night of Revenge (Milão - 18/12/2005)
- Colisão (Roma - 01/09/2006 e 02/09)
- ThunderClash (Milão - 18/11/2006)